# 학도의용군 (영화)
학도의용군은 1977년 공개된 대한민국의 영화이다. 6.25 전쟁 당시 학도의용군들의 활약을 그렸다.

## 배역
- 김추련
- 남성훈
- 황민
- 김원근
- 박수걸
- 라인배
- 송인혁
- 오경구
- 진유영
- 원용구
- 석효식
- 신성일